# Władimir Rusanow
Władimir Rusanow (ur. 22 października?/3 listopada 1875 w Orle, zm. ok. 1913 na Spitsbergenie) – rosyjski geolog, badacz Arktyki.

## Życiorys
Rusanow urodził się w 1875 roku w orłowskiej rodzinie kupieckiej. Ukończył seminarium duchowne w 1897 roku, następnie brał udział w ruchach rewolucyjnych, za co został zesłany na wygnanie na okres dwóch lat. W 1903 roku wyemigrował do Francji, gdzie cztery lata później ukończył paryski uniwersytet.
Po ukończeniu uniwersytetu powrócił do kraju i zaangażował się w ekspedycje badawcze na Nową Ziemię (1907, 1908, 1909, 1910, 1911) i Spitsbergen (1912). Materiały zebrane w czasie wyprawy z 1907 roku posłużyły mu do napisania pracy doktorskiej. W następnym roku wziął udział we francuskiej wyprawie na Nową Ziemię, w czasie której odkryto m.in. złoża licznych minerałów. W 1910 roku Rusanow został dowódcą statku Dmitrij Sołuńskij, którym opłynął północną część Nowej Ziemi, a następnym roku na statku Polarnaja opłynął część południową.
W 1912 roku na statku Hierkules Rusanow dotarł na Spitsbergen z zamiarem poszukiwania złóż węgla. W czasie podróży powrotnej jego statek zaginął. Jedynie w 1934 roku odnaleziono szczątki z napisem Hierkules. 1913.
Imieniem Rusanowa nazwano zatokę, półwysep i lodowiec na Nowej Ziemi i górę na Antarktydzie.